# Plasticidade
Plasticidade é a propriedade de um corpo que lhe permite mudar de forma ao ser submetido a uma tensão. Exemplos de materiais plásticos são as argilas.
A plasticidade de um solo é produzida pela água absorvida que circunda as partículas coloidais laminares dos argilo minerais, predominando as forças de superfície. Existe uma primeira camada de água fortemente aderida às partículas que atua como um sólido rígido que possui uma viscosidade até 100 vezes superior a água ordinária e uma segunda camada relativamente livre cuja espessura é variável e depende do tipo de argilo mineral presente.
Em argilas é grande a quantidade de partículas coloidais e, sendo assim, a superfície especifica das laminas é muito alta. Devido a isto e ao arranjo das partículas em uma argila (estrutura), a tensão superficial dos filmes da água no sentido da atração molecular é bastante alta e assim a água não encontra facilidade para transitar nos poros, o que confere uma baixa permeabilidade a estes materiais.
Plasticidade é o ramo da física que estuda o comportamento de corpos materiais que se deformam ao serem submetidos a ações externas e não retornam mais ao estágio inicial. Em outras palavras, plasticidade é quando o material se deforma e fica deformado, não volta ao normal.
| Mecânica do contínuo Estudo da física de materiais contínuos | Mecânica dos sólidos Estudo da física de materiais contínuos com uma forma de repouso definida.             | Elasticidade Descreve materiais que retornam à sua forma de repouso depois que as tensões aplicadas são removidas.      | Elasticidade Descreve materiais que retornam à sua forma de repouso depois que as tensões aplicadas são removidas. |
| Mecânica do contínuo Estudo da física de materiais contínuos | Mecânica dos sólidos Estudo da física de materiais contínuos com uma forma de repouso definida.             | Plasticidade Descreve materiais que se deformam permanentemente após uma tensão aplicada superar um determinado limite. | Reologia Estudo de materiais com características de sólido e fluido.                                               |
| Mecânica do contínuo Estudo da física de materiais contínuos | Mecânica dos fluidos Estudo da física de materiais contínuos que se deformam quando submetidos a uma força. | Fluidos não newtonianos não apresentam taxas de deformação proporcionais às tensões cisalhantes aplicadas.              | Reologia Estudo de materiais com características de sólido e fluido.                                               |
| Mecânica do contínuo Estudo da física de materiais contínuos | Mecânica dos fluidos Estudo da física de materiais contínuos que se deformam quando submetidos a uma força. | Fluidos newtonianos apresentam taxas de deformação proporcionais às tensões cisalhantes aplicadas.                      | |

## Deformação plástica
Deformação plástica é quando o material submetido a uma determinada tensão se deforma permanentemente, mantendo a deformação mesmo quando o carregamento é retirado. A partir de uma perspectiva atômica, a deformação plástica corresponde à quebra de ligações com os átomos vizinhos originais e em seguida formação de novas ligações com novos átomos vizinhos, uma vez que um grande número de átomos ou moléculas se move em relação uns aos outros; com a remoção da tensão, eles não retornam às suas posições originais, diferentemente do que acontece na deformação elástica.
A principal causa de deformação plástica em materiais metálicos é o movimento de discordâncias.
é uma característica muito importante dos solos.